# Sweet Talker (албум)
Sweet Talker (на български: Сладкоговорец) е третият албум на британската певица Джеси Джей, издаден през октомври 2014 г. Включва в себе си 12 музикални изпълнения, три от които са хитовите сингли „Bang Bang“, „Burnin' Up“ и „Masterpiece“.

## Списък с песните

### Оригинален траклист
1. Ain't Been Done –	3:00
2. Burnin' Up (с Ту Чейнс) – 3:40
3. Sweet Talker – 3:42
4. Bang Bang (с Ариана Гранде и Ники Минаж) – 3:19
5. Fire – 3:56
6. Personal – 3:54
7. Masterpiece – 3:40
8. Seal Me with a Kiss (с De La Soul) – 3:53
9. Said Too Much – 3:34
10. Loud (с Lindsey Stirling)	– 4:33
11. Keep Us Together – 3:49
12. Get Away – 3:50

### Делукс издание
1. Your Loss I'm Found – 3:37
2. Strip – 3:33
3. You Don't Really Know Me – 3:55